# Jaroslav Kepka
Jaroslav Kepka (14. srpna 1935 – 24. dubna 2019) byl český herec a dabér, dlouholetý člen hereckého souboru Divadla na Vinohradech. Strýc herce a režiséra Ondřeje Kepky, švagr herečky Gabriely Vránové.

## Život
Po absolutoriu DAMU nastoupil své první angažmá do Divadla J. K. Tyla v Plzni. Odtud v roce 1960 přešel do Vinohradského divadla, kde byl členem souboru do roku 2004. Pak zde působil jako stálý host. Hrál v řadě českých filmů, v televizi, mimo jiné, ztvárnil řadu pohádkových postav. Za svou práci v dabingu obdržel v roce 2003 Cenu Františka Filipovského.

## Film
- 1961 Noční host
- 1962 Malý Bobeš ve městě
- 1964 Kto si bez viny
- 1966 Kdo chce zabít Jessii?
- 1967 Konec agenta W4C prostřednictvím psa pana Foustky
- 1985 Rumburak
- 1993 Konec básníků v Čechách
- 1993 Nesmrtelná teta
- 1994 O zvířatech a lidech
- 1997 Rumplcimprcampr
- 2001 Mach, Šebestová a kouzelné sluchátko

## Televize
- 1972 Vychovatel (TV komedie) - role: jednoroční dobrovolník, profesor Bořivoj Králíček, kandidát učitelství
- 1974: Vražda v ulici Lourcine (TV adaptace) - role: Mistinque
- 1974 Chytrost má děravé šaty (TV pohádka) – role: zákazník na trhu
- 1976: 30 případů majora Zemana (TV seriál)
- 1986: Slavné historky zbojnické (TV seriál)
- 1993 Arabela se vrací aneb Rumburak králem Říše pohádek (TV seriál)
- 1997 Arrowsmith (TV film 3 díly) - role: Tibbelt

## Rozhlasové role
- 1965 Božena Benešová: Věra Lukášová, Československý rozhlas, připravil: Josef Henke, hudba: E. F. Burian, režie: Josef Henke. Osoby a obsazení: Věra Lukášová (Klára Jerneková), paní Lukášová (Blanka Waleská), pan Láb (Zdeněk Hodr) a Jarka (Jaroslav Kepka)
- 1967 Peter Karvaš: Sedm svědků. Role: první svědek, režie: Jiří Horčička
- 1973 Molière: Lakomec, Československý rozhlas, překlad: E. A. Saudek, pro rozhlas upravil: Dalibor Chalupa, osoby a obsazení: Harpagon (Stanislav Neumann), Kleant, jeho syn (Vladimír Brabec), Eliška, jeho dcera (Jana Drbohlavová), Valér (Josef Zíma), Mariana, jeho sestra (Eva Klepáčová), Anselm, jejich otec (Felix le Breux), Frosina, dohazovačka (Stella Zázvorková), kmotr Jakub, kočí a kuchař Harpagona (Josef Beyvl), kmotr Šimon, zprostředkovatel (Miloš Zavřel), Čipera, Kleantův sluha (Jaroslav Kepka), Propilvoves (Oldřich Dědek), Treska (Jiří Koutný), policejní komisař (Eduard Dubský) a hlášení a odhlášení (Hana Brothánková), dramaturgie: Jaroslava Strejčková, hudba: Vladimír Truc, režie: Jiří Roll.[4]
- 1982 Nikolaj Vasiljevič Gogol: Ženitba - role: Onučkin, překlad: Leoš Suchařípa, režie: Jan Lorman
- 1993 Miloň Čepelka: Freony, Minihoror. Český rozhlas. Hudební improvizace Emil Viklický. Dramaturg Josef Hlavnička. Režie Jan Fuchs. Účinkují: Václav Vydra, Jan Teplý, Simona Stašová a Jaroslav Kepka.
- 2016 Williama Shakespeara Sen noci svatojánské, role: Pavučinka.[5]

## Audio
Audio-detektivky: například : Sedm svědků (1967),po boku Rudolfa Hrušinského. Zlá minuta (1973) - po boku Bohumila Záhorského.
Audiopohádky, například
- Makový mužíček (1975) (Makový mužíček)
- Mikeš (1975) (Mikeš)
- Carey Harrison: To by se psychiatrovi stát nemělo, překlad: Josef Červinka, hráli: Vladimír Brabec, Jiří Lábus, Jaroslav Kepka, Dana Syslová a Josef Červinka, Český rozhlas, (1998).[6]